# Луцій Постумій Альбін Регіллен
Лу́цій Посту́мій Альбі́н Регілле́н (лат. Lucius Postumius Albinus Regillensis; V—IV століття до н. е.) — політичний і військовий діяч Римської республіки; дворазовий військовий трибун з консульською владою (консулярний трибун) 389 і 381 років до н. е.

## Біографічні відомості
Походив з патриціанського роду Постуміїв. Про батьків, молоді роки Луція Постумія відомості не збереглися.

### Перша трибунська каденція
389 року до н. е. його було вперше обрано військовим трибуном з консульською владою разом з Луцієм Емілієм Мамерціном, Луцієм Вергінієм Трікостом, Авлом Манлієм Капітоліном, Публієм Корнелієм і Луцієм Валерієм Публіколою. Під час цієї каденції диктатором було обрано Марка Фурія Камілла, який після 70 років боротьби вольськів проти Римської республіки примусив їх нарешті підкоритися. Водночас екви та етруски атакували союзників Риму з міста Сутрі. Проти них виступили римські війська на чолі з Луцієм Емілієм Мамерціном.

### Друга трибунська каденція
381 року до н. е. його було вдруге обрано військовим трибуном з консульською владою разом з Марком Фабієм Амбустом, Марком Фурієм Каміллом, Луцієм Лукрецієм Триципітіном Флавом, Авлом Постумієм Альбіном Регілленом, Луцієм Фурієм Медулліном, Марком Фабієм Амбустом. Під час цієї каденції займався забезпеченням миру та злагоди в Римі та підкорених володіннях.
Після цього згадок про подальшу долю Луція Постумія Альбіна Регіллена немає.